# Blang Baro Rambong
Blang Baro Rambong is een bestuurslaag in het regentschap Nagan Raya van de provincie Atjeh, Indonesië. Blang Baro Rambong telt 1258 inwoners (volkstelling 2010).